# 苏联通信人民委员部
苏联通信人民委员部 (俄语：Народный комиссариат связи СССР)是苏联政府中主管邮政、电话、电报、无线电广播的行政机构。

## 历史
1932年1月17日，苏联邮电人民委员部改称苏联通信人民委员部。
二战前的两个五年计划(1929–1940), 苏联通信业快速发展。长途高频载波通信，允许3路、4路、12路电话信号或16路电报在一路载波上同时使用。 1939年建成的莫斯科至哈巴罗夫斯克(8,600 km)3路载波使得苏联腹地与远东地区有了可靠的通信干线。1940年，莫斯科中央电报公司有22条传真电路。1941年莫斯科至列宁格勒件在一对线路上同时运营12路电话通话。
三十年代开始建设农村电话。至1940年，70%的农村地区实现了电话覆盖，76.3%的國營農場, 9.2%的集体农庄通了电话.
无线电广播网得到了快速发展。三十年代初期共产国际无线电台的功率达500 kW, 建设了一批100 kW电台。接收网络不断扩大，转播中央节目的有线广播网也建设起来。电视广播在1939年开播。
1941年至1945年的苏德战争期间，从最高统帅部大本营到各方面军的通信保持了稳定可靠。苏联邮政总局递送了几十亿份信函， 工农红军每月平均收到7000万封军邮。
战时大约过半的电信局被破坏。1948年电话系统能力与装机数量超过了战前。
1946年，苏联通信人民委员部改称苏联通信部。

## 通信人民委员
| 姓名                                               | 任期                          |
| -------------------------------------------------- | ----------------------------- |
| 阿列克谢·伊万诺维奇·李可夫                         | 1931年3月30日 – 1936年9月26日 |
| 亨里希·格里戈里耶维奇·雅戈达                       | 1936年9月26日 – 1937年4月5日  |
| 因诺肯蒂·哈列普斯基                                | 1937年4月5日 – 1937年8月17日  |
| 马特维·伯曼                                        | 1937年8月17日 – 1938年7月1日  |
| (空缺)                                             | 1938年7月1日 – 1939年5月7日   |
| 伊万·捷连季耶维奇·佩列瑟普金通信兵上将、通信兵元帅 | 1939年5月7日 – 1944年7月20日  |
| 康斯坦丁·雅科夫列维奇·谢尔盖丘克                   | 1944年7月20日– 1948年3月30日  |